# Даркуш (Дагестан)
Даркуш (лезг. ДаркIуш) — упразднённое село в Сулейман-Стальском районе Дагестана. На момент упразднения входило в состав Даркуш-Казмалярского сельсовета. Исключено из учётных данных в 1970-х годах, в связи с переселением населения в село Даркуш-Казмаляр.

## География
Располагалось на правобережье долины реки Курах, в 1 км к юго-востоку от села Кахцуг.

## История
До вхождения Дагестана в состав Российской империи селение входило в состав Гаджейского магала Кюринского ханства. После присоединения ханства к Российской империи числилось в Татар-Хан-кентском сельском обществе Гюнейского наибства Кюринского округа Дагестанской области. В 1895 году селение состояло из 85 хозяйств. По данным на 1926 год село состояло из 92 хозяйств. В административном отношении являлось центром Даркушского сельсовета Касумкентского района. В 1930-е годы создан колхоз имени Кирова. С 1964 года отделение совхоза «Калиниский».

## Население
| Год       | 1886 | 1895 | 1908 | 1926 | 1939 | 1970 |
| --------- | ---- | ---- | ---- | ---- | ---- | ---- |
| Население | 452  | 418  | 487  | 351  | 423  | 38   |

По данным Всесоюзной переписи населения 1926 года, в национальной структуре населения лезгины составляли 100 %